# Puranokot
Puranokot – gaun wikas samiti w zachodniej części Nepalu w strefie Gandaki w dystrykcie Lamjung. Według nepalskiego spisu powszechnego z 2001 roku liczył on 337 gospodarstw domowych i 1689 mieszkańców (918 kobiet i 771 mężczyzn).